# Tamburello (Trommel)

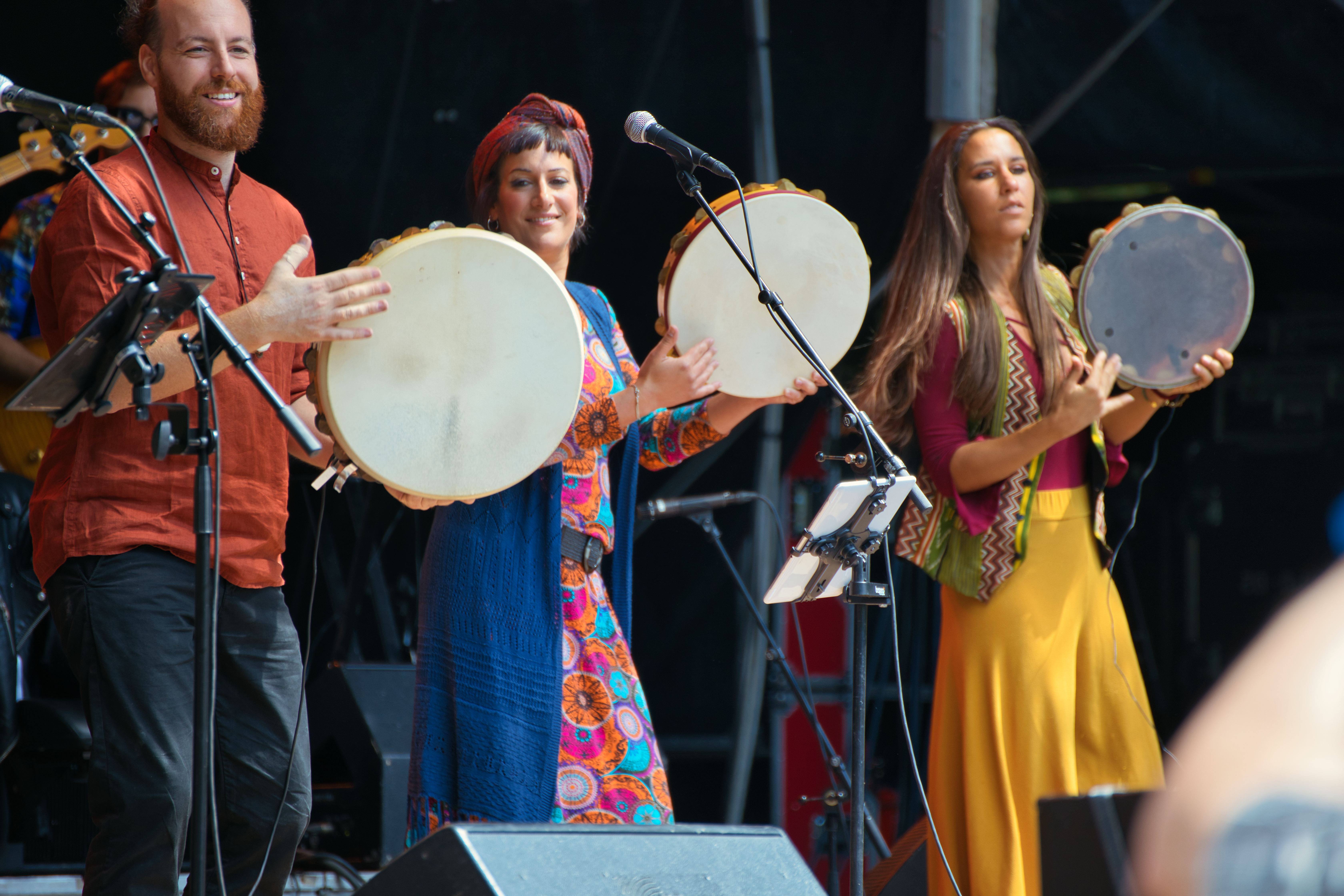
Musiker des Officine Meridionali Orchestra mit Tamburellos auf dem Rudolstadt-Festival (2022)

Das Tamburello ist eine in Italien verbreitete Rahmentrommel, die mit dem Tamburin verwandt ist. Es besteht aus einem mit Naturfell (Ziege, Rind) bespannten Holzreif. Die Schellen sind aus Metall.